# Granhøjen
 Der er for få eller ingen kildehenvisninger i denne artikel, hvilket er et problem. Du kan hjælpe ved at angive troværdige kilder til de påstande, som fremføres i artiklen.

Granhøjen er et af Danmarks største private botilbud til voksne med en psykisk lidelse. Institutionen består af en række godkendte midlertidige botilbud med 6-10 beboere i hvert bofællesskab samt længerevarende botilbud og døgntilbud.
Granhøjen tilbyder bl.a. beskæftigelse, STU og erhvervstræning inden for håndværkerarbejde som murer og tømrer samt hotel og cafe arbejde (Hotel Du Vest), kok, journalistik og butiksmedarbejder. Dette er dog kun en lille del af Granhøjens mange beskæftigelsestilbud.
Granhøjen er privatejet og har siden 1985 opbygget erfaring og viden i, hvordan det er muligt at støtte og udvikle socialt udsatte voksne med sindslidelser og misbrugsproblemer i deres ofte kaotiske og problemfyldte hverdag.
Granhøjens hovedkontor ligger i Holbæk.
Socialtilsyn Hovedstanden står for tilsynet med Granhøjens tilbud.

## Organisation
Granhøjen er organiseret efter følgende tre enheder:
- Bolig
- Beskæftigelse
- Behandling

## Medieomtale
Der har i perioden fra år 2003 og frem til 2009 været en hel del kritiske historier om Granhøjen. Granhøjen er i disse blevet anklaget for at være en pengemaskine. Desuden har der været kritik af de øverste ledere. Tidligere beboere har fortalt om en hård tone, umenneskelige boligforhold og ydmygelser. Desuden postuleres det, at beboere der ikke burde arbejde fuld tid, gør dette i flere af Granhøjens byggeprojekter og arbejder for to kroner i timen efter skat  og at de ikke havde godt nok styr på sikkerheden, når de sendte beboerne ud på arbejde. Det daværende amt gik dog ind i sagen i 2003. I 2011 gik TV 2-programmet Operation X også ind i sagen om bostedet, hvilket førte til at Odsherred Kommune ville undersøge bostedet.
Granhøjens stifter og direktør har i de senere år været en markant stemmer i debatten om vilkårene for psykisk udsatte mennesker i Danmark. Grete Mikkelsen udgav i 2014 bogen "Omsorg gør det ikke alene". Bogen beskriver Granhøjens opbygning og pædagogiske tilgange. Grete Mikkelsen har desuden sin engen blog på, hvor hun løbende diskuterer udviklingen inden for psykiatrien.